# Dirección General de Tributos
La Dirección General de Tributos (DGT) de España es el órgano directivo del Ministerio de Hacienda, adscrito a la Secretaría de Estado de Hacienda, responsable de la planificación, dirección, coordinación, control y ejecución de la política tributaria del Gobierno de la Nación.
La directora general de Tributos es, desde el 21 de julio de 2018, María José Garde Garde.

## Historia
El sistema tributario español es más antiguo incluso que el propio Ministerio de Hacienda y, durante los siglos, la política tributaria ha estado dividida en diversos organismos. Sin embargo, la unidad tributaria se alcanzó en 1971, cuando las entonces direcciones generales de Impuestos Directos y de Impuestos Indirectos se refundieron en la nueva Dirección General de Impuestos (DGI). Esta nueva dirección tenía a su cargo la gestión de los tributos directos e indirectos que antes conocían los mencionados órganos y aquellos que ningún otro órgano gestionase.
La DGI se estructuraba a través de las subdirecciones generales de Imposición Inmobiliaria, de Imposición sobre la Renta Personal, de Imposición sobre la Renta de las Empresas, de Imposición sobre las Ventase, de Tributos Especiales, de Régimen de Empresas, y de Equipos Mecanizados.
Tres años más tarde, en junio de 1974, la Dirección General de Impuestos se transforma en la Dirección General de Política Tributaria, incluyendo ya el concepto tributo, un concepto más amplio que el de impuesto. Este órgano directivo se estructuraba por medio de las subdirecciones generales de Normativa Tributaria, de Regímenes Tributarios, Especiales e Incentivos, de Relaciones Fiscales Internacionales y el Gabinete de Estudios de la Reforma Tributaria. Finalmente, en diciembre de ese mismo año se adopta la actual denominación.
Al año siguiente la DGT sufrió una importante reforma, organizándose mediante las subdirecciones generales de Impuestos Directos, de Impuestos Indirectos, de Régimen Contable de las Empresas y el Gabinete de Estudios. Además, se creaba la Administración Centralizada de Tributos. En 1983 perdió competencias relativas al régimen tributario en las entidades locales y de las comunidades autónomas en favor de la Dirección General de Coordinación con las Haciendas Territoriales, transfiriendo la Subdirección General de Tributos Locales. Esta reforma también estructuró la DGT a través de las subdirecciones generales del Impuesto sobre la Renta y Patrimonio, del Impuesto sobre Sociedades, de Impuestos Indirectos, del Impuesto sobre Transmisiones Patrimoniales y Actos Jurídicos Documentados y de las Tasas Fiscales y Tributos Parafiscales, de Relaciones Fiscales Internacionales, de Gestión de Regímenes Tributarios Especiales y de Política Tributaria, además del Gabinete de Estudios. Cuatro años más tarde, otra reforma la estructuró mediante las subdirecciones generales de Tributos, de Política Tributaria, de Impuestos sobre las Personas Físicas, de Impuestos sobre las Personas Jurídicas, de Impuestos sobre el Consumo, de Tributación de las Operaciones Financieras, del Impuesto sobre Transmisiones Patrimoniales y de los Ingresos Tributarios no Impositivos, y de Relaciones Fiscales Internacionales y Tributación de No Residentes. El Gabinete de Estudios fue suprimido.
En 1992, con motivo de la creación de la Agencia Estatal de Administración Tributaria (AEAT) se llevó a cabo una nueva reforma del órgano directivo, manteniendo muchas de las subdirecciones generales y creando otras como la Subdirección General de Impuestos Patrimoniales y Tasas y Precios Públicos, la Subdirección General de Tributos sobre el Comercio Exterior y Asuntos Internacionales y la Subdirección General de Impuestos Especiales. En su lugar, se suprimieron las subdirecciones generales del Impuesto sobre Transmisiones Patrimoniales y de los Ingresos Tributarios no Impositivos. En el año 2000 se creó la Subdirección General de Tributos Locales, la tributación de no residentes obtuvo su propia subdirección y se fusionaron la de impuestos especiales con la de comercio exterior.
Los asuntos fiscales internacionales que pasaron a la Secretaría General de Política Fiscal Territorial y Comunitaria en la última reforma, en 2004 volvieron a la DGT. En 2012 se suprimieron las subdirecciones generales de Tributación de no Residentes y de Asuntos Fiscales Internacionales pasando sus funciones a la nueva Subdirección General de Fiscalidad Internacional, siendo esta la última reforma que ha sufrido. En 2020 se le añadió una Subdirección General para gestionar la adaptación digital y gestionar servicios comunes del órgano directivo.

## Funciones
Sus funciones se regulan en el artículo 5 del Real Decreto 206/2024, de 27 de febrero, y son:
1. El análisis y diseño de la política global de ingresos públicos, en lo relativo al sistema tributario.
2. La propuesta, elaboración e interpretación de la normativa del régimen tributario general y de las figuras tributarias no atribuidas expresamente a otros órganos del Ministerio de Hacienda, así como la realización de los estudios, económicos y jurídicos, necesarios para el cumplimiento de estas tareas.
3. El estudio de las cuestiones relativas a la recaudación y de los efectos económicos de los distintos tributos y la propuesta de las correspondientes medidas de política fiscal, así como la elaboración del presupuesto de beneficios fiscales.
4. La negociación y aplicación de los convenios para evitar la doble imposición, las concernientes a la normativa tributaria contenida en los tratados internacionales y los trabajos relativos a la Organización para la Cooperación y el Desarrollo Económicos y a la Unión Europea en el ámbito tributario.
5. El estudio y preparación de las medidas referentes a convenios fiscales internacionales y acuerdos fiscales especiales, en coordinación con otros órganos de la Administración, y las actuaciones de apoyo relativas a las relaciones con la Unión Europea y otros organismos internacionales de los que España sea parte.
6. La realización de las tareas exigidas por la política de armonización fiscal en la Unión Europea.
7. La coordinación de las actuaciones de impulso de la adaptación digital de la Dirección General y la gestión de los servicios generales de régimen interior, de los recursos humanos y materiales, así como la gestión del presupuesto del órgano directivo

## Estructura
La Dirección General de Tributos se organiza a través de diez subdirecciones generales, que ejercen las funciones mencionadas en el apartado anterior:
- La Subdirección General de Política Tributaria, que ejerce las funciones 2, 3 y 4 del apartado anterior.
- La Subdirección General de Tributos, que asume las funciones contenidas en los puntos 1 y 2, en materia de normativa tributaria general o en los tributos que no sean competencia exclusiva de otra Subdirección General.
- La Subdirección General de Impuestos sobre la Renta de las Personas Físicas, que ejerce las funciones contenidas en los puntos 1, 2 y 3 del apartado anterior, en todo lo que se refiere al Impuesto sobre la Renta de las Personas Físicas.
- La Subdirección General de Impuestos sobre las Personas Jurídicas, que ejerce las funciones 1, 2 y 4, en todo lo que se refiere al Impuesto sobre Sociedades y a los regímenes fiscales de cooperativas, de las entidades sin fines lucrativos y de las sociedades cotizadas de inversión en el mercado inmobiliario.
- La Subdirección General de Impuestos sobre el Consumo, que asume las funciones 1, 2 y 4, en lo que se refiere al Impuesto sobre el Valor Añadido, al Impuesto General Indirecto Canario y al Impuesto sobre la Producción, los Servicios y la Importación en las ciudades de Ceuta y Melilla, con la excepción de los gravámenes complementarios sobre las labores del tabaco y sobre carburantes y combustibles petrolíferos.
- La Subdirección General de Tributación de las Operaciones Financieras, que ejerce las funciones contenidas en los puntos 1, 2 y 4, referidas a operaciones financieras y de seguro, instituciones de inversión colectiva y fondos de pensiones.
- La Subdirección General de Impuestos Patrimoniales, Tasas y Precios Públicos, que asume las funciones 1, 2 y 4 en lo que se refiere a los Impuestos sobre Transmisiones Patrimoniales y Actos Jurídicos Documentados, sobre el Patrimonio, sobre Sucesiones y Donaciones, tributos sobre el juego, tasas, prestaciones patrimoniales de carácter público no tributario propias del Ministerio y precios públicos, así como con relación a las tasas de corresponsabilidad y otros tributos de análogo tipo de la Unión Europea y a los aranceles de funcionarios públicos.
- La Subdirección General de Impuestos Especiales y de Tributos sobre el Comercio Exterior, que ejerce las funciones 1, 2 y 4 en relación con estos impuestos, con el Impuesto sobre el valor de la producción de la energía eléctrica, el Impuesto sobre la producción de combustible nuclear gastado y residuos radiactivos resultantes de la generación de energía nucleoeléctrica y el Impuesto sobre el almacenamiento de combustible nuclear gastado y residuos radiactivos en instalaciones centralizadas, con el Impuesto sobre los Gases Fluorados de Efecto Invernadero, con el Impuesto sobre el Valor de la Extracción de Gas, Petróleo y Condensados, con el Arbitrio sobre Importaciones y Entregas de Mercancías en las Islas Canarias y con los gravámenes complementarios citados en el punto 5 de este apartado, así como las de coordinación de las funciones que correspondan a la DGT en materia de imposición medioambiental.
- La Subdirección General de Fiscalidad Internacional, que ejerce las funciones 1 y 2, en relación con la tributación de no residentes, y las funciones 4, 5 y 6.
- La Subdirección General de Tributos Locales, que asume las funciones 1, 2 y 4 en relación con los tributos de ámbito local.
- La Subdirección General de Organización y Gestión de Recursos, a la que le corresponde la función 7.

### Organismos adscritos
- La Junta Consultiva de Régimen Fiscal de Cooperativas.

## Directores generales
- Narciso Amorós Rica (3 de abril de 1971-29 de junio de 1973)
- Luis Ortiz González (29 de junio de 1973-23 de diciembre de 1974)
- Alfonso Gota Losada (23 de diciembre de 1974-12 de julio de 1977)
- José Víctor Sevilla Segura (12 de julio de 1977-30 de abril de 1979)
- Alfonso Gota Losada (30 de abril de 1979-1 de febrero de 1982)
- José Manuel Tejerizo López (1 de febrero de 1982-16 de diciembre de 1982)
- Francisco Javier Eiroa Villarnovo (16 de diciembre de 1982-27 de diciembre de 1986)
- Miguel Cruz Amorós (24 de enero de 1987-18 de septiembre de 1993)
- Eduardo Abril Abadín (18 de septiembre de 1993-22 de marzo de 1997)
- Enrique Giménez-Reyna Rodríguez (22 de marzo de 1997-6 de mayo de 2000)
- Estanislao Rodríguez-Ponga (27 de mayo de 2000-28 de julio de 2001)
- Miguel Ángel Sánchez Sánchez (6 de octubre de 2001-1 de mayo de 2004)
- José Manuel de Bunes Ibarra (1 de mayo de 2004-25 de julio de 2008)
- Jesús Gascón Catalán (25 de julio de 2008-14 de enero de 2012)
- Diego Martín-Abril y Calvo (14 de enero de 2012-3 de diciembre de 2016)
- Alberto García Valera (3 de diciembre de 2016-21 de julio de 2018)
- María José Garde Garde (21 de julio de 2018-presente)